# Wilhelm Næss
Wilhelm Næss (Orkdal, 21 de agosto de 1994) es un deportista noruego que compite en curling.
Ganó una medalla de bronce en el Campeonato Mundial de Curling Mixto de 2019 y una medalla de bronce en el Campeonato Europeo de Curling Masculino de 2024.

## Palmarés internacional
| Campeonato Mundial Mixto | Campeonato Mundial Mixto | Campeonato Mundial Mixto | Campeonato Mundial Mixto |
| Año                      | Lugar                    | Medalla                  | Prueba                   |
| ------------------------ | ------------------------ | ------------------------ | ------------------------ |
| 2019                     | Aberdeen (Reino Unido)   | Medalla de bronce        | Mixto                    |
| Campeonato Europeo       |                          |                          |                          |
| Año                      | Lugar                    | Medalla                  | Prueba                   |
| 2024                     | Lohja (Finlandia)        | Medalla de bronce        | Equipo                   |